# Night and Day (filme)
Night and Day (bra: Canção Inesquecível, ou A Canção Inesquecível; prt: Fantasia Doirada) é um filme estadunidense de 1946, do gênero drama biográfico-musical, dirigido por Michael Curtiz, com roteiro de Charles Hoffman, Leo Townsend, William Bowers e Jack Moffitt baseado na vida do compositor Cole Porter.

## Sinopse
Porter, um rico e sofisticado herdeiro, decide servir na Primeira Guerra Mundial como enfermeiro de ambulâncias. Lá ele encontra Linda Lee, que se tornará sua esposa, servindo como enfermeira. Depois da guerra, sua atividade na Broadway permite mostrar uma sequência de belas canções, como Just One of Those Things, You're the Top e a música título.

## Elenco
| Ator          | Personagem                |
| ------------- | ------------------------- |
| Cary Grant    | Cole Porter               |
| Alexis Smith  | Linda Lee Porter          |
| Monty Woolley | ele mesmo                 |
| Ginny Simms   | Carole Hill               |
| Jane Wyman    | Gracie Harris             |
| Jack Mower    | motorista (não creditado) |
| Roy Rogers    | cantor (cenas de arquivo) |

## Prêmios e indicações
| Prêmio     | Categoria                     | Recipiente               | Resultado |
| ---------- | ----------------------------- | ------------------------ | --------- |
| Oscar 1947 | Oscar de melhor trilha sonora | Ray Heidorf, Max Steiner | Indicado  |